# Batalla del lago Tanganica
La Batalla del lago Tanganica fue una serie de enfrentamientos navales que tuvieron lugar entre unidades de la Marina Real británica, la Force Publique belga  y la Marina Imperial alemana, acontecidos entre diciembre de 1915 y julio de 1916, durante la Primera Guerra Mundial.
Su propósito era asegurar el control por su importancia estratégica del Lago Tanganica, que había estado dominado por las unidades navales alemanas desde el comienzo de la guerra. Las fuerzas británicas, que consistían en dos lanchas motoras llamadas HMS Mimi y Toutou, estaban bajo el mando del excéntrico teniente comandante Geoffrey Spicer-Simson. Los barcos británicos fueron llevados a Sudáfrica y desde allí transportados por ferrocarril, por cauces fluviales y arrastrados a través de la selva africana hasta alcanzar el lago.
En dos breves enfrentamientos, las pequeñas motoras británicas atacaron y derrotaron a dos de sus oponentes alemanes. En la primera acción, el 26 de diciembre de 1915, el vapor alemán Kingani fue dañado y capturado, convirtiéndose en el HMS Fifi. En una segunda acción, la pequeña flotilla abrumó y hundió el vapor Hedwig von Wissmann. Los alemanes mantuvieron una tercera nave grande y fuertemente armada en el lago, el Graf von Götzen; esta nave fue atacada sin resultado por aviones belgas y fue posteriormente hundida por los propios alemanes, cuando comprobaron que ya no podían mantener su dominio del lago. La evolución del conflicto armado en tierra (con la ofensiva de Tabora) hizo que los alemanes se retiraran del lago Tanganica, cuyo control acabó pasando a manos de los británicos y los belgas.

## Trasfondo

### Situación estratégica
El lago Tanganica se encuentra entre el Congo Belga en el lado oeste y el África Oriental Alemana en el lado este. Al comienzo de la guerra, los alemanes tenían dos buques de guerra en el lago Tanganica: el Hedwig von Wissmann (de 60 toneladas), y el Kingani (de 45 toneladas). El Hedwig von Wissmann fue armado rápidamente con cuatro cañones recuperados del barco de inspección hundido Möwe y navegó hacia el puerto de Lukuga en el lado belga del lago, donde el 22 de agosto atacó al vapor belga Alexandre Del Commune, hundiéndolo después de dos enfrentamientos.
Esto dio a los alemanes una incomparable superioridad en el lago, y su posición se fortaleció aún más con el hundimiento del vapor británico de la African Lakes Corporation, el Cecil Rhodes, en una emboscada en noviembre de 1914. Los alemanes usaron su control del lago para lanzar un ataque a Rodesia del Norte, dirigido por el Mayor General Kurt Wahle. Las fuerzas alemanas fueron rechazadas de Rodesia, pero realizaron nuevas incursiones en territorio belga, y los bombardeos sobre Lukuga convencieron a los belgas de apoyar a los británicos.
A pesar de esta alianza, los belgas y los británicos poco podían hacer para desafiar a los alemanes. Los belgas tenían las piezas necesarias para construir un gran vapor, el Baron Dhanis, que una vez ensamblado sería considerablemente más grande que el Kingani o el Hedwig von Wissmann. Sin embargo, no se atrevieron a comenzar la construcción mientras que los alemanes estuviesen patrullando el lago, por temor a que lo destruyeran antes de que pudiera ser botado. Los británicos habían enviado dos cañones de 12 libras para armarlo, pero con pocas posibilidades de poder botar el barco, los belgas estuvieron usándolos como baterías en la orilla para defender Lukuga.
El control alemán del lago fue significativo durante toda la campaña en el teatro centroafricano. Mientras que los británicos podían reunir tropas al sur del lago, y los belgas tenían tropas al norte, ninguno de los dos podía amenazar el África Oriental Alemana, debido al riesgo de que los alemanes usaran sus barcos para transportar tropas a través del lago para cortar las líneas de suministro y comunicaciones enemigas.

### El plan de Lee
El 21 de abril de 1915, John R. Lee, un gran cazador y veterano de la segunda guerra bóer, se dirigió al Almirantazgo británico para encontrarse con el almirante Sir Henry Jackson. Lee había estado en África oriental y había observado personalmente los barcos alemanes en el lago Tanganica. También trajo la noticia de que los alemanes se preparaban para botar un nuevo barco desde su puerto fortificado de Kigoma. Nombrado Graf von Götzen, el buque había sido construido en el astillero Meyer de Papenburgo, desmontado y embalado en 5000 cajas y transportado a Dar es-Salam. Desde allí, había sido llevado por ferrocarril a Kigoma y se había montado en secreto. Con 220 pies (67,1 metros) de largo y un desplazamiento de 1575 toneladas, consolidaría el control alemán del lago y permitiría que 800-900 soldados fueran transportados rápidamente a cualquier punto de la orilla para atacar territorio aliado.
Para contrarrestar esta amenaza, Lee propuso que se enviaran lanchas motoras a África y se transportaran desde la costa hasta el lago. Serían pequeñas, rápidas y altamente maniobrables, y si estuvieran armadas con un cañón con un alcance de 7000 yd (6401 metros), podrían superar y vencer a los barcos alemanes más grandes. El uso de barcos pequeños que podían transportarse enteros significaba que podían lanzarse de inmediato al lago, eliminando el riesgo de su descubrimiento y destrucción mientras se ensamblaban. Sir Henry consideró el plan y lo aprobó con las palabras "Es tanto el deber como la tradición de la Royal Navy afrontar al enemigo dondequiera que haya agua para hacer flotar un barco". Jackson pasó la tarea de fijar los detalles de la operación a su ayudante, el almirante David Gamble. Gamble nombró a Lee segundo al mando de la expedición, y colocó al teniente comandante Geoffrey Spicer-Simson a cargo de las fuerzas británicas.
Spicer-Simson era un hombre descrito por el escritor británico Giles Foden (autor de la novela del año 2004, Mimi y Toutou siguen adelante: La extraña batalla por el Lago Tanganica) como "un hombre sometido a una corte marcial por destruir sus propios barcos, un mentiroso empedernido y un portador de faldas". Había alcanzado el rango de teniente comandante, pero no había progresado aún más debido a sus numerosos errores y desastres, que lo relegaron a una pequeña oficina en el Almirantazgo dedicada a colaborar en el proceso de transferencia de marinos mercantes a la marina. En 1905, se le ocurrió la idea de tender un cable entre dos destructores para barrer los periscopios y dañar un submarino. Mientras probaba las defensas de Portsmouth Harbour al mando de un buque, chocó con un pequeño bote, matando a un hombre. Cuando estalló la guerra, estaba al mando del HMS Niger y de una pequeña flotilla en Ramsgate. Desembarcó para agasajar a los huéspedes de un hotel cercano, desde cuyas ventanas vio cómo se torpedeaba y hundía el Niger. Sin embargo, había mandado un buque de inspección en el río Gambia y, debido a la escasez de oficiales, fue seleccionado para hacerse cargo del contingente del lago Tanganica. Lee salió para preparar el terreno a través de África, mientras que Spicer-Simson reunió a 27 hombres y las dos motoras que John I. Thornycroft & Company había construido bajo un pedido del gobierno griego antes de la guerra.

### El viaje delMimiy delToutou

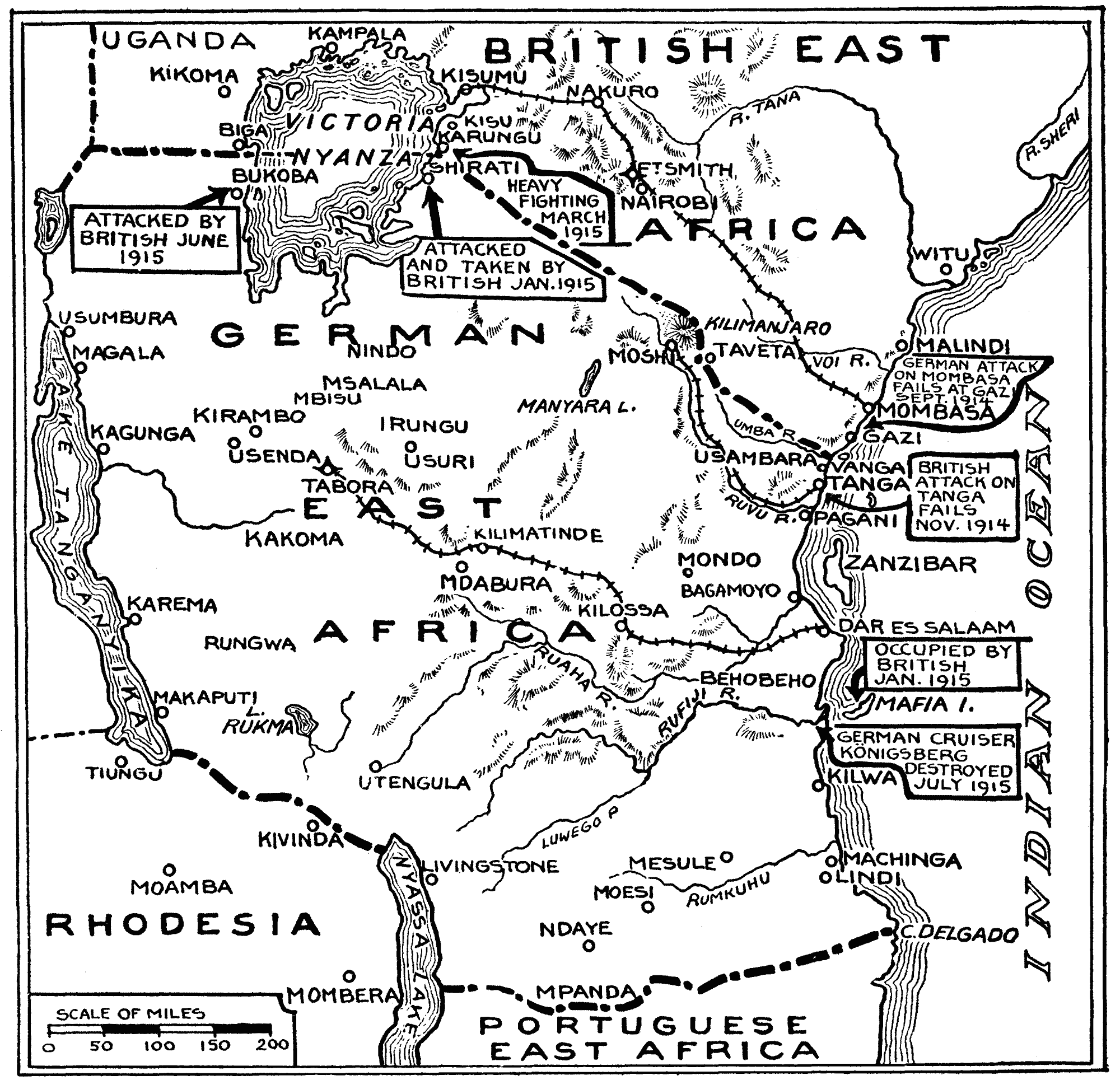
Mapa del África Oriental Alemana, con el lago Tanganica en el lado izquierdo

La fuerza naval británica consistía en dos motoras de 40 pies (12,2 metros) de eslora. Spicer-Simson sugirió que fueran nombradas Cat y Dog, pero los nombres fueron rechazados por el Almirantazgo. Spicer-Simson sugirió Mimi y Toutou como alternativas, nombres  que fueron aceptados. Como explicó más adelante, significan "miau" y "guau" en francés. El equipo se formó a partir de conocidos de Spicer-Simson, y de personal procedente de las filas de la Reserva de la Marina Real. Spicer-Simson propuso una serie de mejoras al diseño original; las motoras se acortaron para mejorar su velocidad, se montaron ametralladoras Maxim y un cañón de tres libras Hotchkiss, aunque debía ser disparado desde una posición incómoda, y se agregaron blindajes de acero adicionales a los tanques de gasolina. Los barcos se probaron en el Río Támesis el 8 de junio, donde se habían hecho arreglos para que el Mimi disparara un proyectil de prácticas con su cañón de 3 libras. El proyectil alcanzó el objetivo, pero tanto el cañón como el artillero volaron hacia el río, ya que el Hotchkiss no se había atornillado correctamente a la cubierta. Las motoras se embarcaron a bordo del carguero Llanstephen Castle el 15 de junio, junto con remolques y cunas especiales para permitirles ser transportados por ferrocarril o por tierra, y con los equipos y suministros de la expedición. Una vez que llegaron a Sudáfrica, tendrían que ser transportados a lo largo de 3000 mi (4828 kilómetros) hacia el interior, incluida la travesía de una cadena montañosa de 1800 m de altitud. Mientras tanto, el 8 de junio, el Graf von Götzen se botó en el lago Tanganica.
El primer tramo de 10 000 mi (16 093 kilómetros) del viaje del Mimi y el Toutou se completó después de 17 días en el mar y su llegada al Cabo de Buena Esperanza. Desde Ciudad del Cabo, las motoras y los miembros de la expedición viajaron hacia el norte por el ferrocarril a través de Bulawayo a Elisabethville, donde arribaron el 26 de julio. Después de llegar a la estación de ferrocarril de Fungurume, los botes fueron arrastrados a través de la sabana a lo largo de 146 mi (235 kilómetros) utilizando yuntas de bueyes y tractores de vapor, hasta alcanzar la cabecera del ferrocarril desde Sankisia a Bukama. En Bukama, los barcos y las tiendas se descargaron y se prepararon para un viaje por el río Lualaba, donde a pesar de encallar varias veces y verse obligados a embarcar en un vapor belga, completaron su viaje después de navegar a través del lago Kisale y llegar a Kabalo el 22 de octubre. Desde allí, un pequeño ferrocarril los llevó hasta el puerto belga de Lukuga, en la orilla del lago Tanganica. Aquí Spicer-Simson se reunió con el mando del ejército belga, el comandante Stinghlamber y con el mando naval, el comandante Goor, y se hicieron preparativos para lanzar al lago el Mimi y el Toutou para enfrentarse a los alemanes.

### Preparativos belgas y alemanes
Los alemanes aprovecharon la pérdida de la nave de inspección Möwe, incorporando a su flota del lago aparte de su tripulación y a los hombres de las naves mercantes del Deutsche Ost-Afrika Linie, utilizándolos para tripular sus barcos. La posición alemana en el lago se había fortalecido aún más con la pérdida del crucero SMS Königsberg en el río Rufiji en julio. Las armas del Königsberg llegaron a la base alemana en Kigoma, y el comandante naval alemán en el lago, el capitán Gustav Zimmer, tenía uno de los cañones Knigsberg de 105 mm SK L/40 Schnelladekanone (es decir, un cañón de fuego rápido) montado en el Götzen. Los miembros de la tripulación del Königsberg también lograron unirse a sus fuerzas, y Zimmer colocó al exteniente Job Rosenthal al mando del Kingani. Job Odebrecht comandó el Hedwig, mientras que el mismo Zimmer asumió el mando del Götzen.
|  |  |  |  |

Contra esta fuerza formidable, los belgas solo podían reunir una barcaza impulsada por un motor de gasolina, armada con dos cañones denominada Dix-Tonne, una lancha motora llamada Netta, y un ballenero equipado con un motor externo. Goor esperaba poner en marcha el Baron Dhanis, todavía sin ensamblar, y disponía de la tripulación del Alexandre del Commune, que había sido hundido a comienzos de la guerra por el Hedwig von Wissmann. Zimmer pudo haber sido consciente de que los británicos planeaban lanzar barcos en el lago, pero también le preocupaba que el Baron Dhanis pudiera ser ensamblado y botado. El Baron Dhanis, de 1500 toneladas, no era necesariamente una amenaza para el Götzen en el puerto, pero estaba decidido a mantener su libertad de movimientos en el lago. A falta de información concreta, envió a Rosenthal a bordo del Kingani a Lukuga para una misión de reconocimiento.
|  |  |  |  |

Los belgas montaron hidroaviones en el lago, lo que les permitió observar las posiciones alemanas y bombardearlas.

## Batalla

### Misión de reconocimiento de Rosenthal

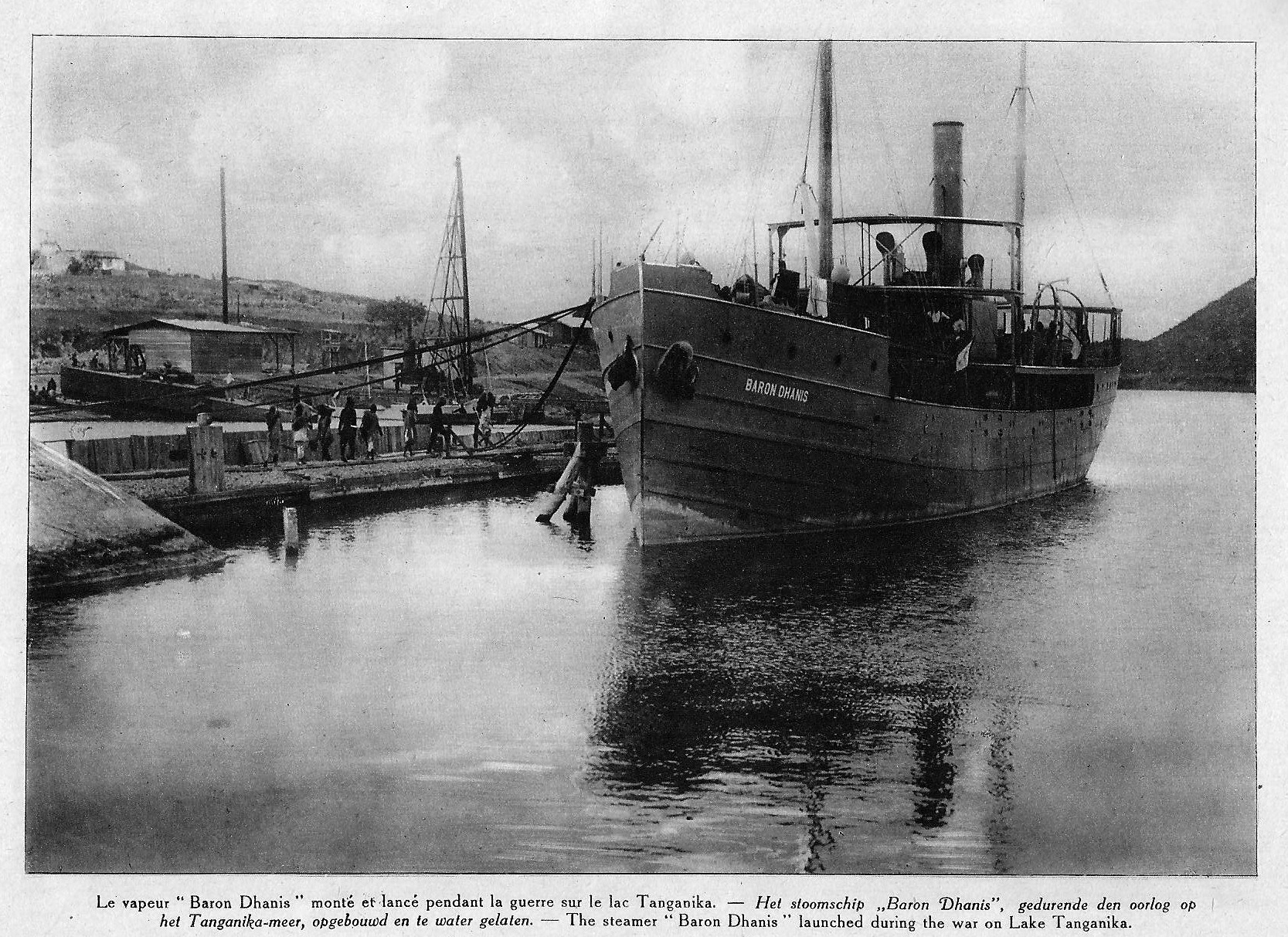
El Baron Dhanis en el lago, hacia 1916.

El teniente Job Rosenthal, al mando del Kingani, hizo varios pasadas y observó el trabajo en curso en un nuevo puerto en Kalemie, al sur de Lukuga, donde Spicer-Simson tenía la intención de instalar su base. Todavía sin información detallada sobre los movimientos del enemigo, el Kingani regresó temprano en la mañana del 1 de diciembre, e intentó acercarse al puerto. El barco de Rosenthal fue descubierto por las baterías de la orilla y se retiró, pero regresó la noche siguiente y el mismo Rosenthal nadó hasta Lukuga para examinar las gradas en construcción.
También descubrió los campamentos, donde la bandera británica reveló la presencia de Spicer-Simson y su expedición. Rosenthal se acercó por la vía del tren y descubrió tanto el Mimi y el Toutou como las piezas desmontadas del Baron Dhanis.
Al darse cuenta de la amenaza real que suponían los buques británicos, intentó volver al Kingani, pero no pudo localizarlo en la oscuridad. Intentó ocultarse y esperar a que el Kingani regresara al anochecer, pero fue descubierto por una patrulla belga y tomado prisionero. Mientras estaba cautivo, logró enviar un mensaje, con un añadido secreto invisible escrito con orina para advertir a Zimmer de lo que había visto, pero el mensaje no llegó a Kigoma hasta varios meses después.

### Botadura delMimiy delToutou
Las gradas en Kalemie estaban listas a mediados de diciembre, y el 22 de diciembre se lanzó el Toutou al lago Tanganica, siendo botado el Mimi al día siguiente. Los preparativos finales se realizaron el 24 de diciembre, incluyendo la carga de combustible y la colocación de los cañones, tras lo que se realizaron breves ensayos. El 26 de diciembre, el Kingani se acercó a Kalemie. El sucesor de Rosenthal, el subteniente Junge, recibió órdenes de recopilar información sobre los preparativos navales, y a las 06:00 de la mañana, mientras Spicer-Simson dirigía las oraciones de la mañana, fue avistado en la distancia.

### Captura delKingani
El Mimi y el Toutou salieron del puerto después de que el Kingani hubiera pasado por allí. Inesperadamente, viéndose perseguido por dos motoras en las que ondeaba el pabellón Blanco, Junge ordenó aumentar la velocidad de su nave.
Sin embargo, el cañón de seis libras del Kingani solo podía disparar hacia adelante, y las motoras, más rápidas y ágiles pudieron alcanzar al buque alemán y abrir fuego con sus cañones de tres libras, evitando al mismo tiempo la artillería enemiga. Después de una breve acción que duró 11 minutos, el Kingani recibió un impacto en su cañón de proa, el obús atravesó el blindaje y mató a Junge y a dos suboficiales, Penne y Schwarz. Después de varios impactos más, el ingeniero jefe arrió la bandera y los británicos tomaron posesión del buque. Junge y cuatro miembros de la tripulación muertos fueron enterrados; a un miembro de la tripulación africana se le permitió permanecer en el Kingani como fogonero y tres alemanes y ocho africanos pasaron a ser prisioneros de guerra. Después de reparar un orificio en el casco del Kingani, fue puesto en servicio como HMS Fifi. Spicer-Simson explicó que Fifi significaba "pío-pío" en francés, y que el nombre fue sugerido por la esposa de un oficial belga que tenía un pequeño pájaro enjaulado.
Su cañón de 6 libras se trasladó a popa, mientras que uno de los cañones de 12 libras que se había montado en tierra se fijó al casco. El Almirantazgo quedó impresionado por los logros de la expedición, Spicer-Simson fue promovido especialmente a comandante en la fecha de la acción, y se envió un mensaje que decía "Su Majestad el Rey desea expresar su aprecio por el maravilloso trabajo realizado por su expedición más remota"; la Oficina Colonial también expresó su aprobación. Zimmer no envió inmediatamente al Hedwig para investigar la desaparición del Kingani, posiblemente porque estaba demasiado ocupado transportando tropas y suministros. La temporada de tormentas en enero también hizo peligrosa la navegación en el lago para las embarcaciones más pequeñas que el Götzen.

### Hundimiento delHedwig
No fue hasta mediados de enero cuando el Hedwig acudió a Lukuga para investigar la desaparición del Kingani. A estas alturas, a Spicer-Simson se le había entregado el barco belga Delcommune, renombrado Vengeur, para agregarlo a su flotilla. Odebrecht, al mando del Hedwig, exploró cerca de la costa, pero manteniéndose alejado de las baterías de la orilla, que suponía que habían hundido al Kingani, pero no pudo ver nada que valiera la pena informar. Se le ordenó regresar a Lukuga el 8 de febrero y se le pidió que se reuniera con Zimmer en el Götzen al día siguiente.
El Hedwig fue avistado temprano por la mañana desde Lukuga, y las fuerzas de la expedición salieron para interceptarlo. La flotilla anglo-belga combinada consistía en el Mimi, el Fifi, el Dix-Tonne y el barco ballenero. El Toutou había sido dañado y aún estaba en reparación. Odebrecht vio los buques acercándose, pero siguió avanzando. Inicialmente los confundió con las naves belgas, pero los pabellones blancos le revelaron que eran barcos británicos. Continuó hacia la costa hasta que dio un brusco giro hacia el puerto a las 09:30, ya sea intentando atraerlos hacia el Götzen, o bien pudo ser engañado por una ilusión óptica que le hizo pensar que los barcos que se aproximaban eran más grandes de lo que había pensado al principio.
Los barcos perseguidores se acercaron al Hedwig, con el Fifi abriendo fuego con su cañón de 12 libras. El retroceso detuvo la lancha en seco; y Odebrecht aprovechó esta situación para alejarse. El Hedwig podría navegar a 9 nudos (17 km/h), por los 8 nudos (15 km/h) del Fifi, pero como el Fifi se había quedado atrás, el Mimi aceleró, disparando contra el barco alemán en retirada con su cañón de tres libras. Los disparos fallaron, pero los cañones del Hedwig no tenían el alcance del cañón del Mimi, y Odebrecht se vio obligado a acercarse para intentar alcanzar al barco británico con su cañón de seis libras. Los dos barcos maniobraron durante un tiempo sin poder lograr ningún impacto, hasta que el Fifi enfiló hacia su oponente. Spicer-Simson, al mando del Fifi, solo disponía de tres obuses para su cañón de 12 libras, y corrió el riesgo de ser hundido si el Hedwig llegaba a utilizar su cañón de seis libras. En este momento, una vaina se atascó en el cañón del Fifi, y en los 20 minutos que tardó en repararse el cañón, el Hedwig se alejó de nuevo, en busca del Götzen. Con su penúltimo disparo, el Fifi alcanzó el casco del Hedwig, causándole una vía de agua, mientras que momentos más tarde su último obús impactó en la sala de máquinas, haciendo estallar la caldera y matando a cinco marineros africanos y a dos alemanes. Cuando el fuego comenzó a extenderse por la nave dañada, Odebrecht dio la orden de abandonar el buque, instalando cargas explosivas para destruir por completo el barco que se hundía. Tres de los muertos fueron el ingeniero y dos fogoneros nativos en la sala de calderas; los otros eran un oficial de la policía y tres nativos. Del resto de la tripulación, un oficial europeo y un marino nativo resultaron levemente heridos cuando el barco fue alcanzado por los proyectiles. Doce europeos, incluido el capitán, y ocho nativos, fueron capturados por los británicos. Además de los 20 supervivientes, los británicos también se apropiaron de una gran bandera naval alemana, la primera en ser capturada durante la guerra.

### Hundimiento delGötzen

Puerto de Kigoma, hacia 1914-1916.

La flotilla regresó a la orilla con sus prisioneros. Al día siguiente, el Götzen se acercó a las posiciones británicas, navegando lentamente en busca del desaparecido Hedwig. Alertadas, las tripulaciones se apresuraron a ocupar sus botes, pero Spicer-Simson prohibió un ataque. Poco después, Spicer-Simson abandonó el lago y se dirigió a Stanleyville, en busca de un barco que pudiera rivalizar con el Götzen. Encontró uno de estos barcos, el St George, un barco con casco de acero que pertenecía al cónsul británico en Banana. Desmontó la embarcación, la arrastró hasta el lago Tanganyika, y la volvió a montar. Para cuando regresó en mayo, la posición alemana en el lago se había deteriorado aún más. Los belgas estaban a punto de capturar Kigoma, y una fuerza británica estaba avanzando hacia el norte, en dirección a Bismarckburg. Se organizó una expedición naval para apoyar las operaciones terrestres desde el lago, y la flotilla, que consiste en el Mimi, el Toutou, el Fifi y el Vengeur, llegó a Bismarckburg el 5 de junio. Al encontrar el puerto defendido por un fuerte, Spicer-Simson decidió no atacar y se retiró a Kituta.

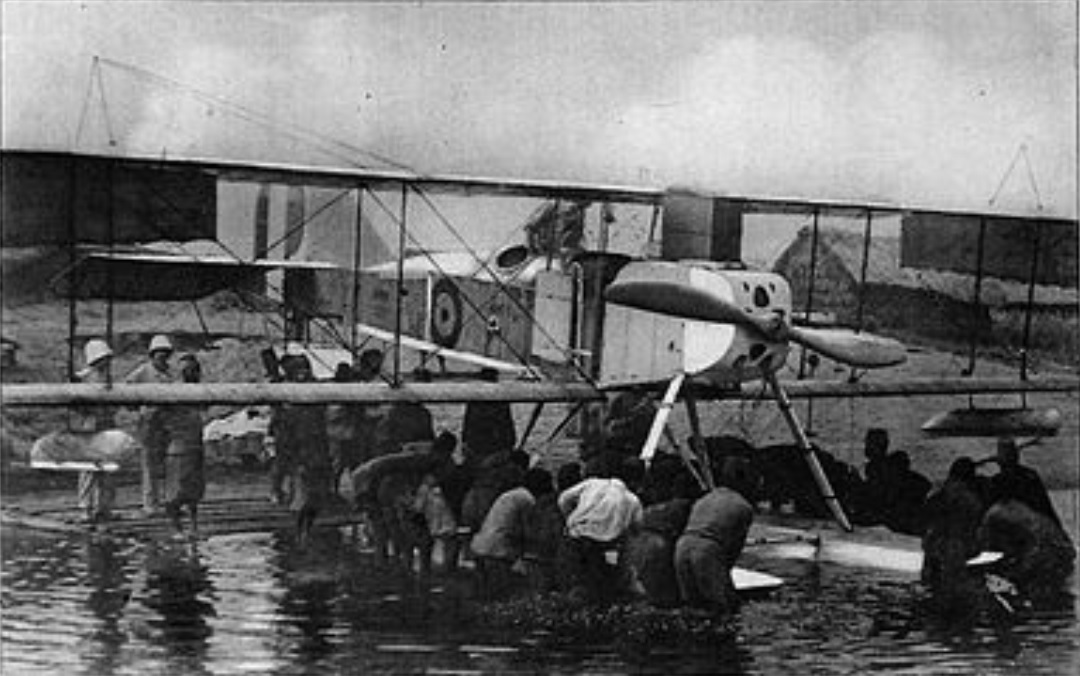
Lanzando un hidroavión a flote cerca del lago, hacia 1916

Esto permitió que las fuerzas alemanas escaparan en una flota de bajeles, una acción que provocó la ira del comandante del ejército, el teniente coronel Murray. La fuerza expedicionaria naval permaneció en Bismarckburg, donde Spicer-Simson se enteró de que el fuerte y sus armas eran, de hecho, maniquíes de madera.
Mientras tanto, los británicos habían proporcionado a los belgas cuatro hidroaviones de flotadores Short Type 827 para atacar al Götzen en Kigoma. Se realizaron varios bombardeos, pero sin que lo supieran ni los británicos ni los belgas, su comandante, Paul von Lettow-Vorbeck, le ordenó a Zimmer que eliminara la mayor parte del armamento del Götzen, incluido el cañón de tiro rápido de 105 mm recuperado del Königsberg, que se envió para ser usado por el ejército en el campo de batalla. Se montaron maniquíes de madera para mantener la ilusión de una nave fuertemente armada. Kigoma cayó ante las fuerzas del general Charles Tombeur el 28 de julio, durante la ofensiva de Tabora, pero el Götzen ya se había ido. Los alemanes dirigieron el barco hacia el sur de la bahía de Kigoma y, después de haber engrasado sus motores por completo para el caso de que pudieran volver a utilizarlo, lo llenaron de arena y lo hundieron con cuidado el 26 de julio a una profundidad de 20 m, cerca de la orilla de la bahía de Katabe (designación belga: Baie de L'Eléphant; designación británica: Bahía de Bangwe) en la posición 04° 54' 05" S; 29° 36' 12" E.

## Tras la batalla

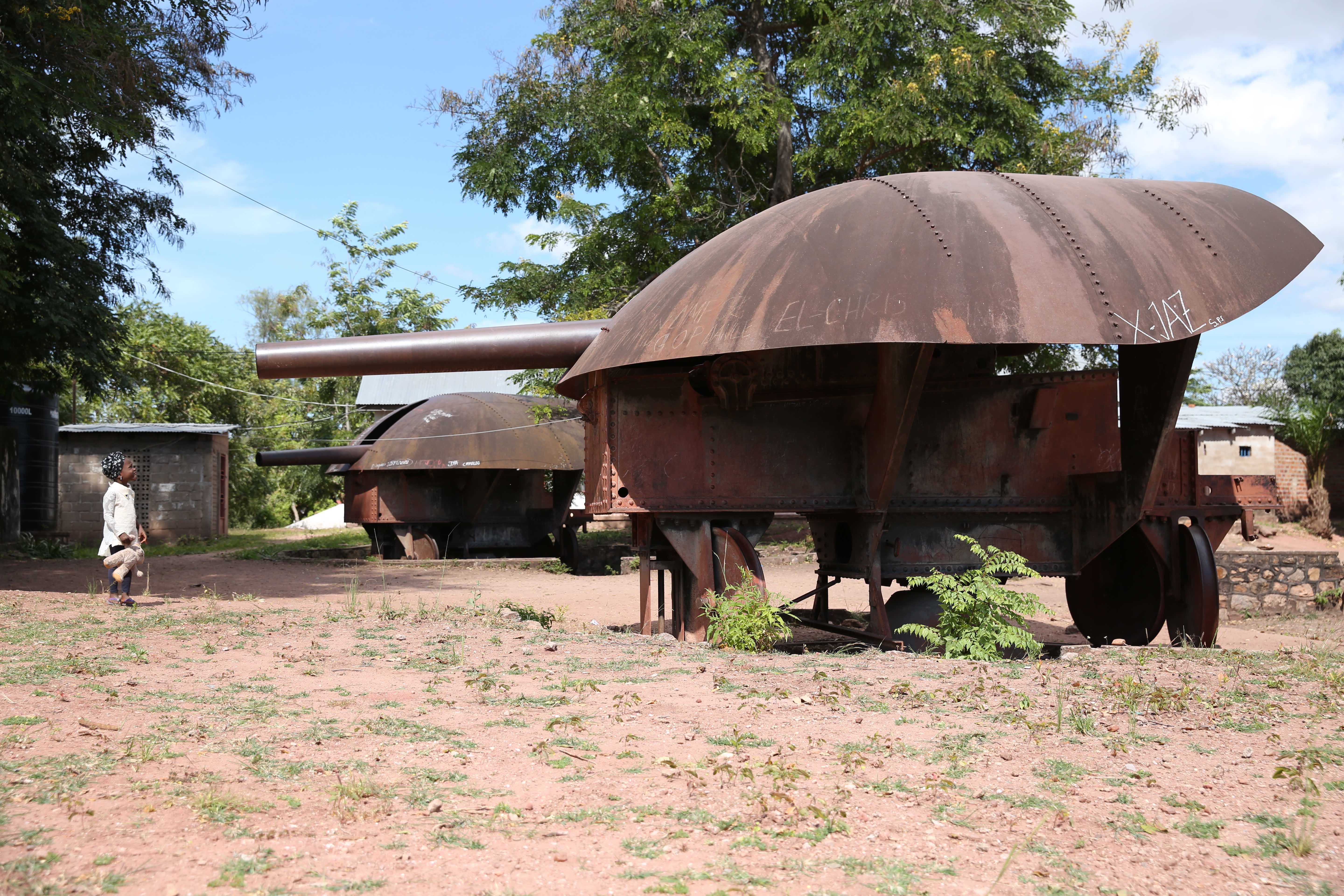
Baterías de costa belgas utilizadas en la batalla (2016)

El control anglo-belga del lago Tanganica se aseguró a mediados de 1916, aunque la guerra en África se prolongó durante otros dos años. La mayoría de los hombres de la expedición naval regresaron a Gran Bretaña, donde Spicer-Simson recibió la Orden del Servicio Distinguido, pero fue reprendido por algunos de sus comportamientos hostiles hacia sus aliados belgas, y ya no recibió el mando de ninguna otra misión. Los belgas, por su parte, lo nombraron Comendador de la Orden de La Corona, y le otorgaron la Cruz de guerre.
Las hazañas en el lago Tanganica atrajeron la imaginación del público, y fueron adaptadas por Cecil Scott Forester para su libro La Reina de África, que luego se convertiría en la película La Reina de África, dirigida por John Huston. La fuerza naval británica que aparece en el libro consta de dos motoras llamadas HMS Amelia y HMS Matilda.
El legado de la Batalla del Lago Tanganica también continúa en la supervivencia del némesis de Spicer-Simson, el Graf von Götzen. Fue recuperado por los belgas y remolcado a Kigoma, pero se hundió en sus amarres durante una tormenta. Fue recuperado de nuevo por los británicos en 1921 bajo el Mandato de la Sociedad de Naciones para la República de Tanganica, constatándose que se mantenía bien preservado gracias a la lubricación que se le había aplicado. En consecuencia, no costó demasiado trabajo reparar el buque. Regresó al servicio el 16 de mayo de 1927 con el nombre de Liemba, y todavía navega por el lago Tanganica.